# Jean Capelle (football)
Pour les articles homonymes, voir Jean Capelle et Capelle.
Jean Capelle, né le 26 octobre 1913 à Sclessin en Belgique et mort le 20 février 1977 à Liège en Belgique, est un avocat et un ancien footballeur international belge au poste d'attaquant. C'est une légende du Standard de Liège.

## Carrière sportive
- 1929-1944 : Standard de Liège  Belgique

## Palmarès
- meilleur buteur du Standard de Liège de tous les temps (245 buts)
- huitième meilleur buteur belge de tous les temps
- 1933-1934 3e en Championnat de Belgique de football avec Standard de Liège
- 1935-1936 Vice-Champion de Belgique avec Standard de Liège
- première cape le 29 mars 1931 contre les Pays-Bas
- dernière cape le 18 mai 1939 contre la France
- capes internationales : 34 (19 buts)

## En tant qu'avocat
Jean Capelle était l'un des trois avocats de la défense lors du procès de Marie Becker à la suite de l'affaire éponyme.

## Sources
- « Statistiques de Jean Capelle »(Archive.org • Wikiwix • Archive.is • Google • Que faire ?)
- Standard Cent ans de passion. Euro Images Productions, 1998, pp. 119-120.